# アポマトックス駅の戦い
座標: 北緯37度21分12.5秒 西経78度49分38.3秒 / 北緯37.353472度 西経78.827306度
アポマトックス駅の戦い（アポマトックスえきのたたかい、英: Battle of Appomattox Station）は、南北戦争も最終盤となった1865年4月8日に、バージニア州アポマトックス郡のファームビル近くで起きたアポマトックス方面作戦でも最後から2番目の戦闘である。北軍はジョージ・アームストロング・カスター准将（名誉少将）が指揮する騎兵師団、南軍はリューベン・リンゼイ・ウォーカー准将が指揮する北バージニア軍砲兵隊に下馬した騎兵とマスケット銃で武装した砲兵、さらには幾らかの落伍兵の支援がある部隊が戦った。
1865年4月1日からの2日間で、ファイブフォークスの戦い、第三次ピーターズバーグの戦い、サザランド駅の戦いが続いた後で、ロバート・E・リー将軍の指揮する南軍北バージニア軍は、長期にわたって守っていたピーターズバーグから撤退した。北軍はこれを時には並行し、時には後を追う形で西に向かって密に追撃した。南軍は物資や食料が不足し始めており、特に4月6日に起きたセイラーズクリークの戦いの前後で、脱走、落伍および戦闘そのもので多くの戦力を失って行った。4月7日のカンバーランド教会の戦いの後、リー軍は3夜連続で行軍を続け、北軍より少しでも前に出ようとしていた。フィリップ・シェリダン少将の指揮する北軍騎兵軍団がアポマトックス駅で南軍の輜重隊を捕獲するために、4月8日に長駆約30マイル (48 km) を馬で走り、南軍より前に出て、その退路を塞いだ。
4月8日午後2時から3時、アポマトックス駅での戦闘が始まったとき、ニューヨーク第2騎兵連隊K中隊の前衛隊が、北バージニア軍のためにリンチバーグから食料、弾薬、その他物資を積んで送られてきた無防備な列車3編成に乗り込み、その降伏を強いた。この連隊の他の兵士やアレクサンダー・ペニントン・ジュニア大佐旅団の兵士がその支援のために駅に入った。鉄道を走らせた経験のある兵士が約5マイル (8 km) 東にあったジェームズ軍の宿営所まで、その3編成の貨車を走らせた。4台目の機関車と1両か2両の貨車が脱出してリンチバーグに向かい、少なくとも1両の残された貨車が燃やされた。
南軍北バージニア軍第3軍団砲兵隊長リンゼイ・ウォーカー准将の指揮する予備砲兵隊が、駅の近く、リンチバーグ駅馬車道沿いに駐屯していた。この砲兵隊をマーティン・ゲイリー准将の指揮する約500名の騎兵が護衛し、さらにクリスピン・ディッケンソン大尉のリングゴールド大隊とデイビッド・ウォーカー大尉のオティ大隊の砲兵がマスケット銃で再装備して支援し、リングゴールド大隊のW・F・ロビンソン中尉が付近で集めた落伍兵も幾らかいた。ウォーカー准将は駅に北軍が居ることを知ると直ぐに、駅に向かっての砲撃を始めた。カスター隊は約2マイル (3.2 km) 離れた位置から、その砲声の発信源を突き止め、リンチバーグ駅馬車道近くにあったウォーカー砲兵隊の駐屯所を攻撃した。ウォーカー隊は約25門の大砲を半円状に並べて自隊を守り、さらに35ないし73門の大砲を予備に置いて、そこに集中していた。
北軍騎兵隊は補給列車を捕獲した後で、南軍の砲兵大隊とそれを支援する下馬した騎兵、武装した砲兵と工兵、さらに歩兵の落伍兵の集団を攻撃した。北軍騎兵隊は、暗闇が近づく中で、何度か突撃を行っては失敗した後に、南軍が後退を始めた時にその防衛線を破り、捕まえられる限りの大砲や荷車を捕獲した。この突破が成功した後、カスター隊は逃げる南軍を追撃し、リンチバーグ駅馬車道伝いに走りながらの戦闘となり、その道路で北軍は重要な地歩を確保できた。
シェリダンは、戦闘が一段落した後に、カスター隊の疲れた兵士達を補助するために、ジョージ・クルック少将の師団を送った。シェリダンは、北軍総司令官ユリシーズ・グラント中将に宛てて、この駅での襲撃と砲兵隊駐屯所で戦闘の良好な結果を知らせた。北軍は歩兵部隊の支援があれば翌朝にも南軍を包囲し潰すことができるという意見を表明していた。ジェームズ軍の指揮官エドワード・オード少将には、その第24軍団と、第25軍団の第2師団の2個旅団（アフリカ系アメリカ人部隊）に、できる限り騎兵隊近くに居るよう奨励していた。その第2師団はウィリアム・バーニー准将（名誉少将）師団であり、一時的にジョン・ギボン少将の指揮下にあった。チャールズ・グリフィン准将（名誉少将）の第5軍団には、オードの軍隊のすぐ後ろで移動して、密に配置しておくように命令し、南軍が翌朝逃げ出せなくなるとしていた。

## 背景

### ピーターズバーグ突破
1865年3月28日から29日の夜に始まった北軍の攻勢により、ルイス農園の戦い、ホワイトオーク道路の戦い、ディンウィディ・コートハウスの戦いと続き、4月1日のファイブフォークスの戦いと4月2日の第三次ピーターズバーグの戦いによって、グラントの北軍は遂にピーターズバーグの防衛線を突破した。同じく4月2日午後に起きたサザランド駅の戦いで、北軍のネルソン・マイルズ准将の指揮する師団がサウスサイド鉄道の最後の防衛線を突破し、南軍の供給線と退路をも遮断した。リー将軍の北バージニア軍は、4月2日から3日にかけての夜中にピーターズバーグとリッチモンド両市から脱出し、ダンビルへの行軍を開始した。その先はノースカロライナ州でウィリアム・シャーマン少将の指揮する北軍の侵攻を遅らせようとしていたジョセフ・ジョンストン将軍の軍隊と合流することが期待されていた。
北バージニア軍の多く、地元防衛部隊と水兵の1個大隊、さらにジェファーソン・デイヴィス大統領とその閣僚達は、4月3日に北軍がピーターズバーグとリッチモンド両市に入って来る前に両市から脱出できていた。南軍はその後衛部隊がグレッグ砦とウィットワース砦、さらにマホーン砦で北軍に対して抵抗してその歩みを遅らせ、さらにサザランド駅の戦いでも懸命の遅延工作を行ったので、南軍は北軍の追撃部隊に先立って良いスタートを切れていた。

### アメリア・コートハウスへの逃亡; ナモザイン教会の戦い、ビーバーポンド・クリークの戦い

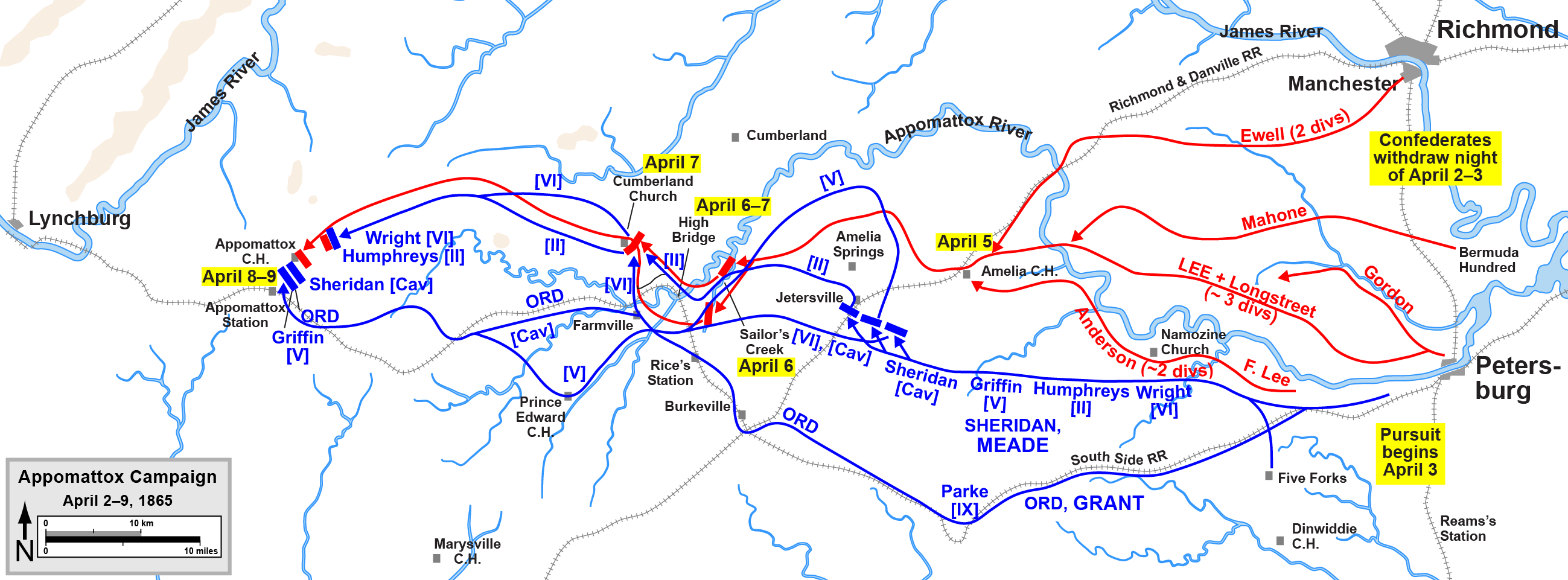
アポマトックス方面作戦におけるリー軍の退却路、1865年4月2日-9日

リー軍の大半はピーターズバーグとリッチモンドを後にして、北軍に対して実質的に1日分の行程を先行していたが、フィリップ・シェリダン少将の騎兵と歩兵軍団の前衛部隊は、リー軍を北に置いて南に並行して走るルートで追跡できていた。北軍騎兵隊は南軍がピーターズバーグを出てから間もない時から、嫌がらせを行い、小競り合いを挑んでいた。4月3日、カスター准将（名誉少将）の指揮する北軍騎兵隊の前衛部隊がナモザイン教会の戦いで南軍騎兵隊の後衛部隊と戦った。4月4日、両軍はビーバーポンド・クリークで小競り合いを行った（タバナクル教会の戦いとも呼ばれる）。さらにアメリア・コートハウスでも小競り合いが起こった。一方、シェリダン軍は鉄道の重要な結節点であるジーターズビルとバークビル・ジャンクションを占領した。
リー将軍は当初、ピーターズバーグとリッチモンドを離れたときの4つの部隊がリッチモンドの南西39マイル (63 km) にあるアメリア・コートハウスに集結して、物資補給を行う作戦だった。リーの軍隊の兵士は僅か1日分の食料を持っただけで、ピーターズバーグとリッチモンドを離れていた。アメリア・コートハウスに来て軍隊と落ち合うよう命令していた食料の輜重隊が到着するのを期待していた。4月4日にそこに到着したときに、輜重隊に軍需物資は積まれていたが、食料は無いことがわかった。リーは1日遅らせて地域に徴発部隊を派遣したが、全部隊がアメリア・コートハウスに到着したのは翌朝になっていたので、軍の一部を背後に残して移動することはできなかった。

### アメリア・スプリングスの戦い、あるいはペインズビルの戦い
1865年4月5日朝、シェリダンはジョージ・クルック少将の師団からヘンリー・E・デイビース・ジュニア准将の旅団を、アメリアスプリングスから北に約5マイル (8 km) のペインビルあるいはペインの交差点に近いアメリア・コートハウスの向こうまで南軍の動きを偵察するよう送り出した。デイビースはペインビルの約4マイル (6.4 km) 東で輜重隊を発見して攻撃した。その輜重隊はリー軍の物資を積んでリッチモンドを出たものであり、食料、弾薬の他に作戦本部の荷物も運んでおり、マーティン・ゲイリー准将の騎兵旅団が護衛していた。これとほぼ同時に、デイビースはアメリア・コートハウスから過剰な大砲を積んでくる別の荷車隊が南から近づいて来るのに出逢った。
デイビース隊は南軍作戦本部の荷物を積んだ荷車を含め、その荷車の多くを燃やし、馬、ラバ、さらに大砲を捕獲し、ペインビルあるいはペインの交差点で630名を捕虜にし、ジーターズビルの方向に戻り始めた。フィッツヒュー・リー少将が、トマス・ロッサー少将とトマス・T・マンフォード大佐の騎兵師団と共に、帰還中の北軍騎兵隊を襲撃し、アメリア・スプリングスの北からジーターズビルまで1マイル (1.6 km) の地点まで走りながらの戦闘となった。アメリア・スプリングスまで着くとクルック師団のJ・アービン・グレッグ大佐（名誉准将）とチャールズ・H・スミス大佐（名誉准将）の指揮する他の旅団が援軍に駆けつけ、デイビース隊はその捕虜、捕獲した大砲や動物を連れたまま、ジーターズビルに戻ることができた。リーは、ジェイムズ・ロングストリート中将の第1軍団を先導として、午後1時にジーターズビルに向けた軍の移動を始め、そのダンビルに向けたルートが、動きの速い北軍の騎兵部隊によって遮られているのがわかった。リーは、多勢の北軍歩兵部隊が到着する前に、その道を切り開いて進めるだけ速く進行できないと判断した。
4月5日夜、北バージニア軍はロングストリートの軍団を再度先導として、更なる物資を受け取ることが期待されるライス駅に向かった。南軍輜重隊の長く緩りとした動き、雨で濡れた状態、道が限られていた条件のために、リーの軍団は長い列をなして進んだ。4月6日朝、ロングストリートの軍団がライス駅に到着し、そこでリー将軍とフィッツヒュー・リー少将の騎兵隊と合流した。そこに到着した列車から物資を補給し、他の部隊の到着を待った。その日遅くに北軍が接近し、残りの食料や物資を積んだ列車はさらに西にあるファームビルへ送られた。

### ハイブリッジの戦い、セイラーズクリークの戦い、ライス駅の戦い
4月5日夜、バークビルあるいはバークのジャンクションで、グラント中将はオード少将に、ファームビルから東に約4マイル (6.4 km) のアポマトックス川に架かるサウスサイド鉄道のハイブリッジとその下の荷車用橋、さらにはファームビルにある鉄道と荷車用橋を破壊するよう命じた。その目的はリー軍のダンビルあるいはリンチバーグに向けた動きを阻害し、川の南岸に閉じこめてしまうことだった。4月6日夜明け前、オードは、フランシス・ウォシュバーン大佐の指揮するマサチューセッツ第4志願騎兵連隊からの80名で構成される本部騎兵隊と、参謀のセオドア・リード大佐（名誉准将）の全体指揮下にある小さな歩兵2個連隊を送り、橋が防衛されていなければ、それを燃やすよう命じた。オードは後に、リー軍の少なくとも一部がハイブリッジに近いライス駅に居ることを知ると、リードがその任務を続けると、かなり大きな部隊と遭遇することになると警告しようとしたが、成功しなかった。ロングストリートはハイブリッジを救うために大部隊を派遣しなかった。ハイブリッジで衝突した両軍からどちらも高官が戦死あるいは負傷すると言う激戦が起きた後、南軍が橋を救い、北軍の残った部隊全員を捕獲した。
グラントとシェリダンが、リー軍は西に向かって動いているという見方をしていたにも拘わらず、4月6日朝、ポトマック軍指揮官ジョージ・ミード少将は、一夜明けてもリー軍が北東のアメリア・コートハウスに残っているものと考え、南軍の行く手を遮るためにそこに3個軍団を派遣した。北軍アンドリュー・A・ハンフリーズ少将が指揮する第2軍団のガーショム・モット准将（名誉少将）の師団が、アメリア・コートハウスの西に動いている南軍の後方に就いた。ネルソン・マイルズ准将（名誉少将）の師団が大砲数門を持ち出して、視野から遠ざかっていく南軍に向けて発砲した。ハンフリーズの軍団はその後、セイラーズクリークの戦いの一部となる3つの戦闘の1つで、14マイル (23 km) にわたって、ジョン・B・ゴードン少将の第2軍団と走りながらの戦闘を行った。夜が近づくと、ハンフリーズの軍団が多くの荷車を破壊し、連隊旗13本、大砲3門を捕獲し、1,700名を捕虜に取った。ゴードンの隊列を乱した部隊の残存兵はハイブリッジに向かった。
一方、南軍リチャード・H・アンダーソン中将の軍団は、道路がライス駅とセイラーズクリークの二方向に分かれているJ・ホルトの家屋近くで、北軍ジョージ・クルック少将の騎兵師団による攻撃を撃退した。クルックの師団は、ウェズリー・メリット准将（名誉少将）の指揮下にあったジョージ・アームストロング・カスター准将とトマス・デビン准将の2個師団の援軍を受け、再度攻撃を掛けたが、リチャード・イーウェル中将の軍団の一部から支援を受けていたアンダーソン隊に再度追い返された。北軍騎兵隊の大半は南軍が行軍する線と並行に動いていた。カスター師団が、南軍ロングストリート隊が遅い荷車隊の前に移動して、アンダーソン隊との間に隙間が生じたのを見つけ、道路を塞いで大量の荷車を破壊し、大砲12門を捕獲した。
北軍トマス・デビン准将の騎兵師団に属するピーター・スタッグ大佐の旅団が、ホレイショ・ライト少将の第6軍団と合流して、イーウェルの立ち往生していた師団を攻撃した。北軍はアンダーソンとイーウェルの軍団に追いついた。南軍の両部隊は大砲が無くなっており、セイラーズクリークの近くで、ほとんど背中を合わせる形で陣取った。イーウェルの軍団の大半が降伏し、その時点で3,400名いたとされる軍団の約250名を除いて捕虜となった。アンダーソン隊も6,300名のうち約2,600名を失った。ロバート・E・リーの息子であるジョージ・ワシントン・カスティス・リー少将やイーウェル中将など、8人の将軍も捕虜になった。

### 第二次ハイブリッジの戦い、ファームビルの戦い、カンバーランド教会の戦い
4月7日の日中、オード少将はライス駅に移動し、ロングストリート中将の塹壕に入った部隊とライス駅の戦いと呼ばれる小さな戦闘を行ったオード軍の損失は66名だった。暗闇が近づいたときに攻撃中止を宣言したが、このとき南軍の全軍が眼前にいるのではないかと疑り、援軍を待つべきだと考えた。ロングストリートの軍団とフィッツヒュー・リー少将の騎兵隊がその夜の間にファームビルに向かって移動した。オードが夜の間に南軍がライス駅を放棄したことを知ると、ファームビルに向かって追跡した。シェリダンもファームビルにクルックの師団を派遣した。
南軍ロングストリート軍団ウィリアム・マホーン少将の師団が夜になった頃にセイラーズクリークの近くに陣取っており、そこでの戦闘の落伍兵の後退を援護していた。4月7日朝、ハンフリーズの第2軍団が、セイラーズクリークの戦場を後にして、マホーンの師団を含め逃亡する南軍が荷車用橋を破壊する前にハイブリッジに到着するように移動した。ハンフリーズ配下の師団が、ファームビルへ向かう別の道で、マホーンとゴードンの部隊を追跡した。フランシス・C・バーロー准将の師団がゴードンの輜重隊の一部を遮断し、多くの荷車を破壊したが、トマス・A・スミス准将が致命傷を負い、そのために部隊が怯んで、北軍の攻撃を一時的に止めさせた。ウィリアム・A・オルムステッド大佐の旅団がスミス旅団支援のために移動したが、スミス部隊が指揮官を失ったために動きを躊躇している間に、南軍が孤立した集団を攻撃したときに、スミス隊の部隊兵約100名が捕まった。
ロングストリート軍団はファームビルで食料を受け取った後、アポマトックス川を北に渡った。このときリー将軍が命令していたようにファームビルの橋を破壊したが、南軍の騎兵と歩兵の旅団は渡河のために浅瀬を探すことになった。食料は十分に配布されなかったが、南軍の列車は捕獲や破壊を免れるためにパンプリン駅に向けて移動し、残った物資は翌日パンプリンを通ったクルックの騎兵隊に破壊された。クルックの騎兵師団と第6軍団がファームビルを占領し、ロングストリートの残した兵士を捕まえた。川の水かさが高く、渡る手段が無かったために、クルックの騎兵師団はその日の午後に近くの浅瀬で川を渡った唯一の北軍部隊となった。
4月7日午後、マホーンとゴードンの部隊がカンバーランド教会の高台で塹壕に入り、間もなくそれに南軍の残り部隊も加わった。ハンフリーズの第2軍団が南軍の前線に接近したときに砲撃を受けながら、攻撃を始めてカンバーランド教会の戦いとなった。ハンフリーズは北軍の他の歩兵部隊がファームビルでアポマトックス川を渡れず、援軍になってくれないことを認識しておらず、近くで砲声を耳にしたときは、それが別の北軍部隊による南軍前線に対する攻撃と思い、2度目の攻撃を行ったが、成果は出なかった。ハンフリーズが聞いた戦闘の音は、カンバーランド教会の戦いの一部ではなく、ファームビルの戦いと呼ばれる戦闘のものであり、クルックの騎兵師団と南軍の西に向かう輜重隊を護衛する騎兵隊が衝突したものだった。南軍の騎兵隊が北軍の前衛部隊を急襲し、74名の損失を出させた。その中にはJ・アービン・グレッグ准将を始め多くの捕虜になった者がいた。南軍が北軍を追い返して川を越えて戻らせたか、これとほぼ同じときにシェリダンがクルックをファームビルに呼び戻したか、いずれにしてもシェリダンがクルックにその師団をファームビルの西10ないし12マイル (10 - 19 km) のプロスペクト駅に移動させるよう指示した。クルック師団は真夜中頃にプロスペクト駅に到着した。
バーローの師団はやっと日没頃にカンバーランド教会の戦いの戦場に到着した。夜が近づき、援軍が来なかったハンフリーズは戦闘を中断した。その損失は571名だった。このとき南軍は次の補給点であるアポマトックス駅から8マイル (13 km) 離れた位置にあり、北軍はファームビルにあり、カンバーランド教会の戦いで移動に遅れていた。
4月7日夜に南軍がカンバーランド教会近辺から離れる前に、グラントからリーに宛てて、その軍隊の降伏を求める最初の手紙がリーのもとに届けられ、リーはまだそれは必要ないと拒否した。リーはその返書で、自軍が降伏する場合にグラントがどのような条件を付けるかを尋ねた。
その夜の間、南軍は3夜連続で撤退の行軍を続け、翌日の午後にアポマトックス・コートハウスの東に到着して止まった。ハンフリーズは2時間ないし3時間休息しただけで、南軍を追跡して26マイル (42 km) 行軍し、ロングストリートの後衛部隊から3マイル (4.8 km) まで接近した。ハンフリーズの部隊も食料を積んだ輜重隊が追いつけるよう、4月9日朝に停止して兵士に休息を与える必要があった。
南軍リンゼイ・ウォーカー准将の第3軍団予備砲兵隊が、4月8日午前1時頃にカンバーランド教会近辺を離れた最初の部隊だった。ウォーカー隊には、幾らかの歩兵に転換させた砲手や、マーティン・ゲイリー准将の指揮する約500名の騎兵がおり、4月8日午後2時から3時の間にアポマトックス・コートハウスから約西3マイルのアポマトックス駅近辺に到着した。ゴードンの軍団は午後3時ごろにアポマトックス・コートハウスの東約1マイル (1.6 km) で停止し、南軍の他の部隊は10マイル (16 km) の間に広がっていた。

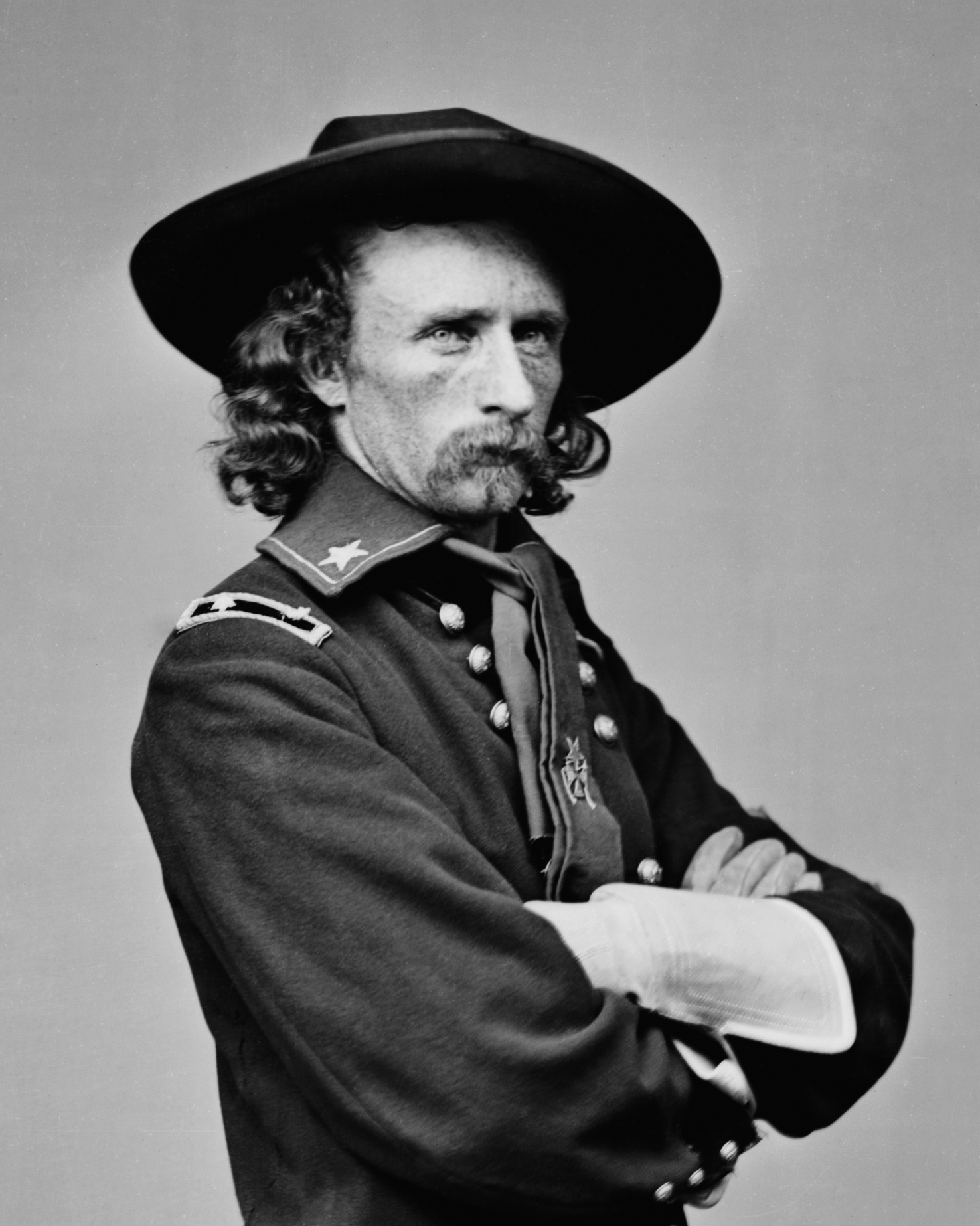
ジョージ・アームストロング・カスター准将（名誉少将）

### カスター師団がアポマトックス駅に乗り入れ
セイラーズクリークの戦いの後、グラントは南のキーズビルに向かって動くことで南軍がダンビルに逃亡する動きを阻止する必要があると判断した。シェリダン（メリット）、クルック、ラナルド・S・マッケンジー准将の騎兵隊をプリンスエドワード・コートハウス（現在のウォーシャム）に派遣し、その後はグリフィンの第5軍団、ギボンの第24軍団、およびやはりギボンの指揮下にあった第25軍団のウィリアム・バーニーが指揮する第2師団から2個旅団に追わせた。シェリダンはメリットの騎兵隊（カスターとデビンの騎兵師団）にバッファロー・クリークとスプリング・クリークに移動するよう命じた。そこはファームビルから7マイル (11 km) 南、プロスペクト駅から4マイル (6.4 km) であり、そこで夜の野営に入った。マッケンジーの部隊はクルックの師団と統合され、プロスペクト駅で宿営した。
4月8日朝、ジョージ・クルック少将の騎兵師団がアポマトックス・コートハウスに向かう鉄道に沿って先導となった。プロスペクト駅から約3マイル (4.8 km) で、ウェズリー・メリット支配下のジョージ・アームストロング・カスター准将とトマス・デビン准将の師団が、田園を横切ってアポマトックス駅に向かい、クルックの師団は鉄道に沿ってパンプリン駅への行軍を継続し、そこで前日にファームビルから回されていた列車から取れるだけの物資を全て押収した。
4月8日に北軍騎兵隊がプロスペクト駅から出動してから間もなく、南軍の制服を着たシェリダンの斥候が、アポマトックス駅には8編成の列車が到着していたと報告したが、後には4編成のみと報告した。斥候が南軍の退却路沿線に食料を届けておくようにしていたリーの命令書を押さえていたので、シェリダンは、これらの列車がこの付近に到着するであろうと予測していた。南軍が駅に到着する前に列車を捕獲できると予測して、その命令書をリンチバーグに送らせていた。カスターとデビンにはアポマトックス駅にある貨車について知らされ、できるだけ早くそこに到着するよう命令されたので、シェリダン自身もカスターの師団に合流して、田園部を横切る動きを促された。カスター隊が駅に向かう行程を先導したので、シェリダンはカスターと共に馬で進み続けた。プロスペクト駅からウォーカーの教会までさらに7マイル (11 km) 進んだ後、シェリダンはクルックに宛ててアポマトックス駅に進み、最初に着いたならばその列車を襲うよう伝言を送った。
一方、オード少将はジェームズ軍の第24軍団と、第25軍団の第2師団2個旅団（アフリカ系アメリカ人部隊）を急かせ、その後をグリフィンの第5軍団が追い、さらに騎兵隊にはできるだけ早くアポマトックス駅で南軍を遮断するように伝えた。南軍E・P・アレクサンダー准将がカンバーランド教会でリー将軍に伝えたように、アポマトックス川南岸の北軍はアポマトックス駅まで短いルートで行くことができた。

### 補給列車の捕獲
北軍カスター師団のアレクサンダー・ペニントン・ジュニア大佐の旅団が、エバーグリーン駅でサウスサイド鉄道まで北軍騎兵隊を先導し、その後に6マイル (9.7 km) 西に移動してアポマトックス駅（現在のアポマトックス町）に進んだ。そこで、ペニントン旅団の中でも前衛部隊であるニューヨーク第2志願騎兵隊K中隊が、食料や、靴、衣類、食器、医薬品や銃弾など軍需物資を積んだ貨車の4編成を発見した。
これら列車のうちの3編成はニューヨーク第2志願騎兵隊K中隊の4人の兵士によって捕獲された。彼らは列車に乗り込んで工兵に降伏を命令した。南軍T・M・R・タルコット大佐の工兵数人がこの駅の近くにいる数少ない兵士だったので、彼らは降伏した。ニューヨーク第2志願騎兵隊を指揮していたアランソン・マーウィン・ランドル大佐がこの戦闘に関する証言の中で、貨車の一部は積み荷が無く、カスターがランドルに列車の捕獲を命じた時には、逃げていく準備をしていたと言っている。残り1編成の機関車1両と貨車1両ないし2両がリンチバーグ方向に逃亡し、その後、カスター隊が線路を剥がしてそれ以上の逃亡を阻止した。残された貨車やその編成が燃やされた。ランドル隊が他の3編成の列車の逃亡を阻止した後、白人も黒人も捕虜を集めた。彼らは南軍の兵站部の者達だった。ペニントン旅団の下馬した兵士が駅と周辺を支配した。
北軍騎兵が列車を捕獲してから間もなく、南軍砲兵隊が駅に向かって砲撃を始めた。ランドル大佐は、大砲のあるパークと駅の間にある深い森を通して砲撃する必要があったために、その南軍の砲撃でもほとんど被害は出なかったと報告した。ランドル大佐が列車を動かすために操作した経験のある兵士を呼びかけたところ、十分な数の兵士が前に出て、東のファームビルの方向数マイル、北軍前線の内側で危険の無い所まで、線路上で貨車を動かした。志願兵の内の少なくとも2名はヘンリー・ケイプハート大佐旅団のウェストバージニア第2騎兵連隊から出ていた。この列車と駅を標的にしていた南軍の砲台は、後に北軍の騎兵隊が近くにいた南軍の荷車と大砲のパークを襲撃した時に占領された。北軍騎兵隊が駅を占領してから間もなく、ゲイリーの騎兵分遣隊が鉄道に到着したが、この部隊はウォーカーの陣地の方向に押し返された。
ペニントン指揮下のニューヨーク第2志願騎兵連隊には間もなく、駅の防衛のためにニュージャージー第3志願騎兵連隊が加わった。ヘンリー・エドウィン・トレメイン少佐に拠れば、夕暮れ近くまで北軍2個連隊が南軍の大きな騎兵部隊に対抗して持ちこたえる必要があった。その後カスター師団の本隊が到着して彼らを補強した。歴史家のウィリアム・マーベルは、オハイオ第2騎兵隊がニューヨーク第2騎兵隊に加わった第2の連隊であり、ニュージャージー第3志願騎兵連隊も間もなくそれに加わったとしており、トレメインの証言とは一致しない。2個連隊ではなく3個連隊が駅を保持したことになる。いずれにしても、北軍騎兵隊が南軍をウォーカーの砲兵陣地の方向に押し返した。ペニントンの前衛連隊が後退する南軍の跡を追った。南軍は日没が近づいたときに、リンチバーグとアポマトックス・コートハウスを結ぶリンチバーグ駅馬車道の方向に移動した。

### 大砲パークへの攻撃
リンチバーグ駅馬車道は鉄道駅の北約2マイル (3.2 km) にあり、アポマトックス・コートハウスとリンチバーグを繋ぐ主要道なので、リー軍には都合が良かった。アポマトックス駅の近く、リンチバーグ道路沿いに、南軍は病院車、大集団の荷車、および約100両の大砲を駐機していた。大半は武装した砲兵である小さな歩兵部隊と、マーティン・ゲイリー准将の指揮する500名の騎兵分遣隊がこの荷車パークを護衛していた。
午後4時ごろ、アポマトックス駅が攻撃されている音が、ウォーカーに北軍騎兵隊の接近してくる警鐘となり、マーティン・ゲイリーの下馬した騎兵をその側面に、武装した砲兵を狙撃兵としてその正面に配置し、駅に向かった高台の上に約2ダースの大砲を円弧上に並べた。南軍の大砲がある場所は、北軍騎兵隊が活動しなければならない地域であり、荷車道路が中を通り、木や下藪に覆われていた。砲兵にとっても騎兵にとっても、特に暗くなってからは、戦うに向いていない場所だった。南軍の砲兵隊は守るために焦って自隊に砲弾を撃ち込んで、数人を殺しあるいは傷つけてから誤りに気付いた。北軍が南軍の位置から射程範囲に入ってくると、間に合わせの散兵が発砲した。それでも北軍兵は前進して、約400名の兵士によるあまり統率の取れていない攻撃を南軍砲兵陣地に対して行い、撃退された。
カスター配下でペニントン大佐の第1旅団全軍が、大集団の散兵の背後を進み、その前衛連隊がやはり統率の取れていない攻撃を始めた。この部隊も南軍散兵と砲兵によって追い返された。カスターはこの失敗にもめげずに、南軍砲兵隊を捕まえ、リンチバーグ道路の陣地を確保する決心をした。ヘンリー・ケイプハートの第3旅団がペニントン隊に続いて戦場に進んだ後、カスターは自隊全軍を南軍の陣地に向けて送った。南軍砲兵隊の使ったキャニスター弾によって、50名近い北軍兵が倒された。ウィリアム・ウェルズ大佐（名誉准将）の第2旅団が到着したとき、カスターは、暗闇が訪れていて、深い森が南軍陣地を遮蔽していても攻撃を継続した。ウェルズの旅団を加えても、北軍の攻撃は失敗した。歴史家のウィリアム・マーベルは、ウォーカー隊が強力に長時間陣地を保持したのは、ウォーカー隊が弾薬を多く保持していたことに加え、ゲイリーの部隊とT・M・R・タルコットの武装した工兵の支援があったことが要因になったとしている。
カスターは続いて自ら全軍で攻撃を率いたが、突破は果たせなかった。午後9時ごろ、満月の明るさの下で、カスターの全師団が再度攻撃し、遂に南軍の前線を破った。南軍は後退を始め、使っていた大砲、弾薬箱、荷車の多くを放棄したので、カスター隊の兵士がそれらを確保した。ウォーカーの大砲や兵士が次第に数を減らし、グレイ隊やタルコット隊が後退したことで、ウォーカーの防衛線が弱り、カスター隊の最後の突撃で崩壊点に達した。
この場所で南軍がリンチバーグ駅馬車道から後退したことで、北軍騎兵隊は道の一部を占領し、南軍がリンチバーグに逃げるルートを塞いだ。アポマトックス川はこの付近で渡ることができず、そのために南軍は北に逃げられなかった。できたとしてもあまり利点の無い選択肢ではあった。北軍の部隊が北バージニア軍の他の方向への動きを塞いだ。
歴史家のクリス・カルキンスに拠れば、カスター隊の損失は戦死5名、負傷40名、不明3名だったが、負傷者の大半は重傷だった。トレメインが報告するところでは、「騎兵隊にいた多くの経験を積んだ外科医が、これほど短い戦闘で異常に多いけが人を治療した経験が無かった。負傷者は主に大砲によるものであり、重傷だった。多くはめちゃくちゃになっていたと言っていた」としている。ジェイン・ブレアは、カスター隊の損失を戦死32名、負傷86名、合計118名としている。
南軍はその防衛線が破られたときにリンチバーグに至る道路を逃亡した者もあれば、またアポマトックス・コートハウスに至る道路を撤退した者もいた。後退する砲兵が立ち止まって、北軍の騎兵隊に対して両方向から砲撃したとき、カスター隊の騎兵集団がこのような南軍の抵抗を打ち破った。
カスター隊はアポマトックス・コートハウスまで前進を続け、その過程で歩兵部隊と遭遇した。その後カスターは、敵の輜重隊から捕獲した大砲や貴重品を鉄道駅の南に送っておくように命じ、一方、自隊の残りの兵士には部隊が停止した所で道を塞ぐ前線を構築するよう命じた。捕獲した物資の中には、24ないし30門の大砲、150ないし200両の荷車があり、その大半には手荷物が積まれていた。カスター隊はおおよそ1,000名を捕虜にしており、その中には病気になって病院車に乗っていたヤング・マーシャル・ムーディ准将も入っていた。一方で、ウォーカー隊はこの戦闘と撤退の間に75門の大砲を救った。
デビン師団がカスター隊の支援のために戦場に来たが、深くは関わらなかった。デビン隊はカスター隊の道路沿いにいた兵士を解放し、代わってアポマトックス・コートハウスとリンチバーグに面した防衛線を構築した。カスター隊はその夜の残り時間に睡眠を取る前に戦場を整理する任務に向かった。

### ルートの最後の突撃
カスターはリー軍の本隊の居場所を突き止めたいと考えたので、オーガスタス・J・ルート中佐の指揮するニューヨーク第15志願騎兵連隊を派遣して、証言に拠れば、アポマトックス・コートハウスに向かう道路で最後の突撃を行うか、ルートが自らの意思で先に進むこととした。ルート隊が小さな町に乗り入れた時に、撤退していた砲兵、砲手、落伍兵の隊列に幾らかの混乱を生じさせた。町を急襲したときに、ルートと少なくとももう1名の兵士が殺され、1人あるいはそれ以上の北軍兵士が負傷した。南軍のエリソン・ケイパーズ准将が著した「南軍軍事史」巻5に拠れば、ハンプトン・リージョンH中隊の兵卒、サウスカロライナ州バンバーグのジェイコブ・デイビッド・フェルダーが、先ずルートがフェルダーに発砲して危うく当たらなかった後に、ルートに致命傷となる銃弾を放った。歴史家のウィリアム・マーベルは、ルートが数人の大胆な兵士を後ろに連れて町を馬で駆けているときに、幾らか好奇心の強い部隊を失くした落伍兵が近づいて来る騎兵に発砲した、と述べている。
町での砲撃は、ブッシュロッド・ジョンソンの師団を奮起させ、その約1,000名の兵士が町に入って来た。町の外れで南軍兵が再び伏せて待機し、できる場合は睡眠を取った。一方、ニューヨークの騎兵隊が既に捕虜の集団、幾らかの放棄された荷車と弾薬箱を率いて北軍の戦線に戻った。カスターの師団は真夜中まで起きており、食料と記念品を集め、その時保持していた道路のあたりを清掃した。
クルックの師団が、戦闘が終わった後に戦場に到着した。後にシェリダンがクルックに、1個旅団をアポマトックス・コートハウスに送って南軍を監視し、南軍が別のルートで逃げ出すのを防ぐために警報を発させるよう命じた。

## 戦闘の後

### 北バージニア軍の動きが封じられる
午後9時20分、シェリダンはグラントにその日の進行度合いについて伝言を送り、またジェームズ軍のエドワード・オード少将と、第5軍団のチャールズ・グリフィン准将（名誉少将）には、アポマトックスで南軍の脱出路を塞ぐために、全精力で前に圧力をかけるよう要請もした。歩兵部隊の前衛が4月9日午前2時ごろにアポマトックス駅に到着したが、歩兵部隊の大半はその朝遅くに到着し、騎兵隊は南軍が逃げ出さないように抑えていた。
北軍騎兵隊、第24軍団、第5軍団と、第25軍団のアフリカ系アメリカ人部隊の4月8日の行軍と動きは、南軍北バージニア軍が西に進むその前に出ており、第2軍団と第6軍団が後ろから南軍に圧力をかけ、4月9日には南軍が事実上包囲されていた。

### 南軍の反応
リーとその主要な部下達は、4月8日にアポマトックス駅の方向から聞こえてくる砲声が、北軍騎兵隊が自隊の前に出ていることを意味していると理解した。リー将軍はロングストリート中将、ゴードン少将、フィッツヒュー・リー少将と状況を検討し、また自隊が降伏した場合にグラントが提案している寛大な条件に言及した後、自軍が4月9日朝に北軍の騎兵隊とのみ対峙している場合は、リンチバーグに向けて突破を図ることにした。北軍の歩兵部隊も前面にいる場合は、その取るべき行動を再考することにした。ゴードンとフィッツヒュー・リーは、リンチバーグに至る道路から北軍兵を追い払う任務を与えられた。リーは、キャンベル・コートハウスを通って回り道をして行くことで、ダンビルに向けて進むことを望んだ。その作戦は、南軍兵は限られた物資のみで北軍騎兵隊の封鎖を押し通していくということだった。輜重隊は護衛も無しに遠回りをしてリンチバーグに向かうということだった。余剰な荷車と物資は再度燃やされた。もし北軍歩兵部隊も行く手を遮るならば、リーは部下達にそれを教えてくれるよう求め、休戦の旗をグラントのもとに送り、「我が軍に残された唯一の代替案に応じる」ということだった。

### 北軍の陣取り
シェリダンの命令に従い、クルックはその師団からチャールズ・H・スミス大佐（名誉准将）の旅団を派遣して、オークビル道路のすぐ西、アポマトックスの西のリンチバーグ駅馬車道に跨る尾根に陣取らせた。スミス旅団には、メイン第1志願騎兵連隊、ニューヨーク第2騎馬ライフル銃連隊、オハイオ第6騎兵連隊、オハイオ第13騎兵連隊の4個連隊と、アメリカ第2砲兵連隊のジェイムズ・H・ロード中尉が指揮する大砲2門があった。カスターとデビンの騎兵師団は支援部隊としてアポマトックス駅にいた。

### 北軍歩兵部隊の行軍
午後10時頃、エドワード・O・C・オード少将のジェームズ軍ジョン・ギボン少将の第25軍団ジョン・W・ターナー准将の師団が、アポマトックス駅から約3マイル (4.8 km)、サウスサイド鉄道と交差する道路に達し、夜明けから30マイル (48 km) を行軍していた。ターナーの部隊は、アポマトックス駅で捕獲された列車が送られていた場所で停止した。ロバート・S・フォスター准将の師団が、約1時間後に宿営地に到着し、その後に第25軍団第2師団の2個旅団からアフリカ系アメリカ人部隊が続いた。歴史家のエドワード・ロングエーカーは、第25軍団がその日行軍した北軍部隊のどれよりも長距離を進んでおり、異常なほどの忍耐力を示していたと述べている。チャールズ・グリフィン准将の第5軍団がオードの軍勢の後に到着したとき、道路を遠く下がっていたためにアポマトックス駅で捕獲した物資の恩恵を受けられず、空の雑嚢で宿営した。

### グラントとリー
グラント中将とミード少将は、4月8日にゴードンの軍団を追撃していた第2軍団と共に移動しており、その夜はニューストアから4.5マイル (7.2 km) にあるプランテーションのクリフトンで泊まった。ハンフリーズの第6軍団もその夜にニューストアまで進み宿営した。グラントは4月8日朝に機嫌が良かったが、その午後から夜にかけて、片頭痛を患っていた。
リーはグラントより約16マイル (26 km) 前に出ていた。グラントには煮え切らない答えを入れた伝言を送っており、降伏した場合にどのような条件になるかを単に心配しており、そのための時が来たわけではないと言っていた。4月9日午前10時に自軍の後方の駅馬車道でグラントとの会見を提案した。リーはその時までに、自軍が逃げられるかどうかが分かっており、逃げられなければ、軍と共に降伏するか全滅するかしか選択肢がないことが分かっていた。

## 原註
1. ↑  少ない方の数字および不明の数字は Calkinsによる。多い方の数字は Blairによる。
2. ↑  歴史家のクリス・カルキンスは、マーティン・ゲイリー准将の騎兵500名が、リューベン・リンゼイ・ウォーカー准将砲兵隊にとって唯一の支援部隊であり、ウォーカーは下馬した騎兵を大砲の両側に置いた、と述べている。しかし、カルキンスは、ウォーカーの砲兵の多くがマスケット銃で武装しており、狙撃兵として行動したとも記した。この戦闘時にウォーカーの傍には正規の歩兵部隊が居なかったが、リングゴールド大隊のW・F・ロビンソン中尉が付近で集めた落伍兵がいた。 Calkins, Chris. The Appomattox Campaign, March 29 – April 9, 1865. Conshohocken, PA: Combined Books, 1997. ISBN 978-0-938-28954-8. p. 154. See also Davis, Burke. To Appomattox: Nine April Days, 1865. New York: Eastern Acorn Press reprint, 1981. ISBN 978-0-915992-17-1. First published New York: Rinehart, 1959. p. 326. Marvel, William. Lee's Last Retreat: The Flight to Appomattox. Chapel Hill: University of North Carolina Press, 2002. ISBN 978-0-8078-5703-8. pp. 147–148.
3. ↑  歴史家のバーク・デイビスは、ゲイリーの旅団が戦闘のほぼ開始時点からその渦中にあり、砲兵隊の大砲の間に300ないし400名の小火器で武装した兵士が置かれた、と記している。 Davis, 1981 (1959), pp. 324–325.
4. ↑  オードは事実上シェリダンの上官であり、シェリダンはオードに対して命令を出せなかった
5. ↑  この戦闘は1862年のビーバーダム・クリークの戦いまたはメカニクスビルの戦いと混同すべきではない
6. ↑  Humphreys, 1883, p. 378 は、騎兵をマサチューセッツ第5有色志願騎兵隊からとしているが、これは誤りだった。彼らはオードのジェームズ軍が北バージニア軍追撃に参加したときに、ピーターズバーグを出発していた。 Calkins, 1997, p. 101 と Marvel, 2002, p. 71 はこの騎兵をマサチューセッツ第4騎兵連隊のI、L、M中隊としており、こちらが正しい。
7. ↑  ファームビルの近くとカンバーランド教会の戦いの全体を、ファームビルの戦いと呼んでいる史料もある。
8. ↑  Marvel, 2002, p. 142 では、パンプリン駅にあった列車3編成が空であり、アポマトックス駅にあった列車がファームビルから回されたものだっと言っている。別の史料では、アポマトックス駅にあった列車がリンチバーグから回されたものであり、ファームビルの列車はパンプリン駅で見つかったとしている。例えば、 Starr, 2007 (1981), pp. 477–478 では、アポマトックス駅にあった食料は、「リーの兵站総監の命令に反応して、リンチバーグからリー軍に届けるために送られた」ものであり、それが「シェリダンがジーターズビルで押さえ、その後に目的地に送らせた」ものだった。Calkins, 1997, p. 152–153 では、アポマトックス駅にあった列車を「リンチバーグからの食料と物資の列車」だと特定している。
9. ↑  Starr, 2007 (1981), p. 480 では、北軍騎兵隊はプロスペクト駅からアポマトックス駅まで20マイル (32 km) を素晴らしい時間でカバーできた、としている。
10. ↑  歩兵部隊は道路の両側を進み、その荷車と大砲が道路を進んだ。 Calkins, 1997, p. 151.
11. ↑  Calkins, 1997, p. 153 は、おそらく工兵の大半は武器を持っていなかったと記した
12. ↑  Longacre, 2003, p. 171 は、ゲイリーの騎兵の大半がリンチバーグ・リッチモンド駅馬車道をアポマトックス・コートハウス方向に偵察していた。としている
13. ↑  Tremain, 1904, pp. 216–217 では、アポマトックス駅は騎兵隊が守っていた。カスター隊は、列車を守るために部隊が現れる前、あるいは列車が自力で脱出する前に、素早い操作で列車を取り囲み押収した、と記している
 pp. 223–224, Tremain は選抜された4名の兵士が列車を押収し、その後直ぐにニューヨーク第2志願騎兵隊の他の中隊が合流した。これはゲイリーの南軍騎兵が列車捕獲を阻止しようと来ていたときだった、と記している。 p. 224, Tremain では、ニューヨーク第2志願騎兵隊の16歳の騎兵フレッド・E・ブロジェットが、最初の列車を押収した者として挙げている。 Jamieson, 2015, p. 161 では、ニューヨーク第2志願騎兵隊K中隊の数名が4編成の列車のうち3編成を押収した。機関車1両と貨車数量がリンチバーグ方向に逃亡した、とも記している。
14. ↑  ランドル大佐は最初に乗り込んだ4名の兵士について言及していない。 Marvel, 2003, p. 171 では、4名の兵士について言及し、連隊の残り、続いてペニントン旅団の残りがその後に続いた、と記している。
15. ↑  1883年、シェリダンは次のように記していた。「鉄道の列車は最初の襲撃で確保され、機関車の運転士が兵士になっていた者が支配し、以前にそのために雇用されていたものを再度得た喜びが大変大きかったので、線路上を行ったり来たりさせて大混乱を生みだし、警笛でこの世のものではないような甲高い音をさせた。私はある時点でそれらを燃やせと命令するところだったが、それを止めて我が軍の後方10ないし15マイル (16 - 24 km) のオードとギボンの部隊の所まで走らせた。彼らの歩兵部隊が騎兵部隊の跡を追っていた。騎兵隊はその夜の間ほとんど休みなく戦い、敵軍を約4マイル (6.4 km) 離れたアポマトックス・コートハウス近辺に押し返し、それで敵軍にも休みを与えず、攻撃側の弱さを遮蔽していた。」Sheridan, P. H. "The Last Days of the Rebellion" in The North American Review. Vol. 137, No. 320 (Jul., 1883), p. 13. Published by: University of Northern Iowa. Retrieved May 2, 2015. {{via=JSTOR}}
16. ↑  Tremain, 1886, p. 217 では、南軍は25ないし50門の大砲を持っていたと記している。別の証言ではウォーカーが戦闘に使った数であり、総数ではないと言っている。
17. ↑  Starr, 2007 (1981) は、カスターが1ダースの回数も突撃を率いたと言っている
18. ↑  Calkins は、敵の砲兵隊に対するカスターの主たる突撃における損失を言っている可能性があり、それならばブレアの数字に一致する。
19. ↑  Marvel, 2002, p. 175–176 では、ゲイリーの下馬した騎兵が当初北軍の騎兵隊を防いだが、町の西でウィリアム・ヘンリー・ウォレス准将旅団の散兵線に駆けこんだ、としている。
20. ↑  ランドル大佐は、主にニューヨーク第2騎兵連隊から兵種の混合された集団が、南軍の砲兵陣地に対して最後の突撃をかけ、その陣地を取った後に、全師団がアポマトックス・コートハウスに向かったが、大変多くの焚き火を前にして停止した、としている。しかし、ルートはアポマトックス・コートハウスに向かって進み、哨戒兵に銃撃された。 Randol, 1886, p. 8. Marvel, 2002, p. 149 では、ルートは自身の発案でアポマトックス・コートハウスに馬で乗りいれた、としている。
21. ↑  Marvel, 2002, p. 149 では、バージニア第1志願歩兵連隊のシェシュ・ハウ少佐が、ウォーカー隊の散兵に対して初期の突撃で戦死した、と記している。初期の証言の1つでは、ハウが戦死した正確な場所について明らかにしていない。
22. ↑  Schaff, 1912, p. 194, Longacre, 2003, p. 176 その他では、ルートを殺した一斉射撃はウォレスの旅団から放たれた、としている。 Longacre は、ルートは1ダースほどの兵士を連れて町に入って来た、としている。
23. ↑  Tremain, 1904, p. 232, Longacre, 2003, p. 176 その他は、ルートの遺骸から衣服全てをあるいは外装を剥がされ、降伏した時にはまだ路上に残っていた、としている。
24. ↑  リー将軍は4月8日にリチャード・H・アンダーソン中将を指揮官から解任した。リーの参謀長だったウォルター・テイラーなど、当時の証言では、ブッシュロッド・ジョンソン少将とジョージ・ピケット少将も、アンダーソンと同時に解任された、としている。歴史家のウィリアム・マーベルは、これを確認できる文書は無いが、アンダーソンとジョンソンは（間接的に）その解任を認めた。4月8日のいずれかの時点で、ゴードンがジョンソンの後任にウィリアム・ヘンリー・ウォレス准将を据えた。 Marvel, 2002, pp. 214–217.
25. ↑  Tremain, 1904, p. 131 and Schaff, 1912, p. 198 では、カスターがその負傷した兵士を見舞った、としている。
26. ↑  これら旅団の1つはペンシルベニア州で立ち上げられ、その他の旅団の兵士はニューヨーク州、ケンタッキー州、イリノイ州から来ていた。これら兵士の大多数は奴隷だった。 Marvel, 2002, p. 155.
27. ↑  Marvel, 2002, p. 137. このプランテーションはフェアファックス郡のクリフトン町とは異なる